# Mnich (staw)
Mnich – staw zlokalizowany w gminie Czempiń, pomiędzy Starym Gołębinem, Gorzycami i Gorzyczkami.
Staw znajduje się w centrum śródpolnego zagłębienia, na bezimiennym, prawym dopływie Olszynki. Dostęp wyłącznie drogami polnymi. 